# هاري جونستون
السير هنري «هاري» هاملتون جونستون (بالإنجليزية: Harry Hamilton Johnston)‏، (12 يونيو 1858 - 31 يوليو 1927) مستكشف بريطاني، وعالم النبات، ولغوي ومسؤول لبعض المستعمرات، واحد من اللاعبين الرئيسيين في «التدافع من أجل أفريقيا» التي وقعت في نهاية القرن 19.
ولد في كيننجتون بارك، جنوب لندن، وقال انه حضر في مدرسة ستوكويل ثم كينجز كوليدج بلندن، تليها أربع سنوات في دراسة الرسم في الأكاديمية الملكية. سافر إلى أوروبا وشمال أفريقيا.

## روابط خارجية
- هاري جونستون على موقع الموسوعة البريطانية (الإنجليزية)